# 深渡水瑶族乡
深渡水瑶族乡是中华人民共和国广东省韶关市始兴县下辖的一个民族乡。

## 行政区划
深渡水瑶族乡下辖以下村级行政区划单位：
横岭村、深渡水村、坪田村和长梅村。